# Вернер III (Маден)
Вернер III фон Маден (на немски: Werner III von Maden; Werner III von Gudensberg, Graf von Maden; * ок. 1040/1045; † 24 февруари 1065, убит в Ингелхайм) от род Гуденсберг в Долен Хесен е влиятелен граф на Маден на средния Лан (Вайлбург), в Некаргау и в Тургау. Той е носител на военното знаме на Свещената Римска империя и близък приятел с император Хайнрих IV.
Той е единствен син на граф Вернер II фон Маден († 18 юни 1053), който е убит в битката при Чивита против номадите. Той е под опекунството на братовчеда на баща му граф Св. Еберхард VI фон Неленбург.
От 1061 г., вече пълнолетен, Вернер III официално е собственик на графството Маден в Хесенгау. Той се нарича и граф фон Грюнинген. Вернер III има голямо влияние върху младия император Хайнрих IV (* 1050; † 1106).
На 24 февруари 1065 г. граф Вернер III се намесва в конфликт в Ингелхайм и е убит.

## Фамилия
Вернер III фон Гуденсберг-Маден се жени за Вилебирг фон Ахалм († сл. 1053), сестра на Вернер II фон Ахалм, епископ на Страсбург (1065 – 1077), дъщеря на граф Рудолф. Те имат децата:
- дъщеря фон Гуденсберг († ок. 1066), омъжена за граф Ругер II фон Билщайн († 1096); родители на:
  - Кунигунда фон Билщайн († между 1130 – 1138/1140), омъжена I. между 1096 и 1099 г. за граф Гизо IV фон Гуденсберг († 12 март 1122), II. за граф Хайнрих Распе I от Тюрингия, граф на Гуденсберг († 1130) от род Лудовинги, син на ландграф Лудвиг Скачащия от Тюрингия (1042 – 1123)
- Вернер IV фон Маден (* ок. 1060; † 22 февруари 1121), граф на Маден или Гуденсберг, бургграф на Вормс, граф в Некаргау и като носител на имперското знаме граф на Грюнинген, женен за Гизела